# Phil Hellmuth
Phillip Jerome „Phil“ Hellmuth, Jr. (* 16. Juli 1964 in Madison, Wisconsin) ist ein professioneller US-amerikanischer Pokerspieler.
Hellmuth ist einer der populärsten und erfolgreichsten Pokerspieler der Welt und hat sich bei Live-Turnieren knapp 30 Millionen US-Dollar erspielt. Er gewann 1989 die Poker-Weltmeisterschaft sowie 2012 das Main Event der World Series of Poker Europe und ist mit insgesamt 17 Bracelets Rekordsieger der World Series of Poker. Der Amerikaner ist seit 2007 Mitglied der Poker Hall of Fame und wurde 2019 als einer der 50 besten Spieler der Pokergeschichte genannt. Aufgrund seines Temperaments am Pokertisch trägt er den Spitznamen „The Poker Brat“.

## Persönliches
Hellmuth, der 201 cm misst, wuchs als das älteste von fünf Kindern einer katholischen Familie in Madison im US-Bundesstaat Wisconsin auf und besuchte die dort ansässige Madison West High School. Anschließend studierte er an der University of Wisconsin, an der sein Vater als Dekan arbeitete, verließ die Universität jedoch ohne Abschluss, um eine Karriere als professioneller Pokerspieler zu starten. Während des Studiums lernte er seine spätere Ehefrau kennen, die als Psychiaterin an der Stanford University arbeitet. Das Paar heiratete im Jahr 1990 und hat zwei Söhne. Hellmuth lebt in Palo Alto.
Er hatte Cameo-Auftritte im 2007 erschienenen Poker-Filmdrama Glück im Spiel sowie 2017 in einer Episode der Fernsehserie Billions. Als Schauspieler agierte er 2007 in der Filmkomödie The Grand sowie 2012 in einer Folge der Fernsehserie Touch. Bis Ende des Jahres 2010 wurde der Amerikaner von der Onlinepoker-Plattform UltimateBet gesponsert.

## Pokerkarriere

### Anfänge
Hellmuth kam während seines Studiums erstmals mit Poker in Berührung und begann, so viel wie möglich mit Freunden und der Familie zu spielen. In Madison baute er sich durch das Spielen von Cash Games gegen Profis, Ärzte und Geschäftsleute eine erste Bankroll auf, die er am Las Vegas Strip jedoch wieder verspielte. Hellmuth kehrte zu dieser Zeit immer wieder nach Madison zurück, um als Arbeiter auf einem Maisfeld Geld zum Pokern zu verdienen. Als er schließlich bei Spielen mit niedrigen Einsätzen am Las Vegas Strip Erfolg hatte, begann Hellmuth, um höhere Einsätze zu spielen und an Turnieren teilzunehmen.

### Turnierpoker

#### 1987–1989: Vom ersten Turniersieg zum jüngsten Weltmeister
Seine erste Geldplatzierung bei einem Live-Turnier erzielte Hellmuth Ende Oktober 1987 im Grand Sierra Resort in Reno im US-Bundesstaat Nevada. Dort gewann er im April 1988 mit einem 200 US-Dollar teuren Event der Variante No Limit Hold’em auch sein erstes Live-Turnier und sicherte sich den Hauptpreis von knapp 20.000 US-Dollar. Im Mai 1988 war der Amerikaner erstmals bei der World Series of Poker (WSOP) im Binion’s Horseshoe in Las Vegas erfolgreich und erreichte einen Finaltisch in Seven Card Stud sowie den 33. Platz im Main Event. In Bell Gardens erhielt er im August 1988 seine erste sechsstellige Auszahlung und fuhr einen mit 125.000 US-Dollar dotierten Turniersieg ein. Bei der WSOP 1989 erreichte Hellmuth einen Finaltisch in Pot Limit Omaha sowie eine weitere Geldplatzierung in Limit Ace to Five Draw. Anschließend gewann der damals 24-Jährige als bis dahin jüngster Spieler das Main Event der Turnierserie, nachdem er sich gegen 177 andere Spieler und letztlich im Heads-Up gegen Johnny Chan durchgesetzt hatte. Damit kürte sich Hellmuth zum Pokerweltmeister und sicherte sich sein erstes Bracelet sowie eine Siegprämie von 755.000 US-Dollar. Den Rekord als jüngster Gewinner des WSOP-Main-Events hielt er bis 2008, ehe er vom Dänen Peter Eastgate abgelöst wurde.
Zum Jahresende 1989 lag die Summe von Hellmuths gewonnenen Turnierpreisgelder bei rund 1,3 Millionen US-Dollar.

#### 1990–1993: Vier weitere Bracelets
Bei der WSOP 1990 erreichte Hellmuth einen Finaltisch in No Limit Hold’em. Ende Oktober 1991 gewann er beim Hall of Fame Poker Classic im Binion’s Horseshoe ein Turnier mit einem Hauptpreis von mehr als 80.000 US-Dollar. Bei der WSOP 1992 saß der Amerikaner erstmals an einem Finaltisch der Variante Limit Hold’em und belegte hinter Erik Seidel den mit 84.000 US-Dollar dotierten zweiten Platz. Vier Tage später gewann Hellmuth ein Turnier in derselben Variante und sicherte sich sein zweites Bracelet sowie den Hauptpreis von 188.000 US-Dollar. Im Jahr darauf entschied er an drei aufeinanderfolgenden Tagen drei Events der WSOP 1993 für sich und sammelte dadurch seine Bracelets drei bis fünf. Am 26. und 27. April gewann der Amerikaner jeweils ein Turnier in No Limit Hold’em, am 28. April 1993 folgte ein Sieg in Limit Hold’em, wodurch er sich Preisgelder von über 470.000 US-Dollar sicherte. Zum Abschluss der Turnierserie verpasste er ein weiteres Bracelet nur knapp, als er in No Limit 2-7 Draw hinter Billy Baxter Zweiter wurde.
Seine bei Turnieren erspielten Preisgelder lagen Ende 1993 bei knapp 2,5 Millionen US-Dollar.

#### 1994–1999: Zahlreiche Turniersiege inklusive sechstem Bracelet
Auch bei der WSOP 1994 belegte Hellmuth in No Limit Hold’em einen zweiten Platz und erhielt dafür knapp 100.000 US-Dollar. Im Dezember 1995 spielte er beim Hall of Fame Poker Classic und entschied zunächst ein Turnier in Limit Hold’em mit einer Siegprämie von 117.000 US-Dollar für sich, ehe er wenige Tage später bei der Hall of Fame Championship mit einem Hauptpreis von 236.000 US-Dollar siegte. Bei der WSOP 1997 gewann der Amerikaner bei einem Event in Pot Limit Hold’em sein sechstes Bracelet und sicherte sich ein Preisgeld von 204.000 US-Dollar. Im Rio All-Suite Hotel and Casino am Las Vegas Strip setzte er sich Mitte Januar 1998 bei einem Event des Carnivale of Poker durch und erhielt 78.000 US-Dollar. Wenige Tage später wurde er beim Main Event der Turnierserie Zweiter, was ihm weitere 153.000 US-Dollar einbrachte. Bei der WSOP 1998 und 1999 platzierte sich Hellmuth jeweils zweimal auf den bezahlten Rängen.
Bis Ende des Jahres 1999 erspielte sich Hellmuth Turnierpreisgelder von knapp 4 Millionen US-Dollar.

#### 2000–2003: Europameister und drei weitere Bracelets
Bei der WSOP 2000 saß der Amerikaner an zwei Finaltischen. Anfang Oktober 2000 gewann er die Poker-Europameisterschaft in Seven Card Stud und erhielt über 100.000 US-Dollar. Mitte Dezember 2000 gewann er in Cardiff die dritte Staffel der Fernsehshow Late Night Poker, die mit umgerechnet knapp 65.000 US-Dollar dotiert war. Bei der WSOP 2001 sicherte sich der Amerikaner sein siebtes Bracelet und gewann mehr als 315.000 US-Dollar in No Limit Hold’em. Darüber hinaus belegte er einen zweiten Platz in Omaha Hi-Lo sowie den fünften Rang im Main Event, wodurch Hellmuth weitere Preisgelder von über 400.000 US-Dollar einstrich. Im Jahr darauf unterlag er bei einem Heads-Up-Event der WSOP 2002 im Finale Johnny Chan. Beim zweiten Main Event der neu gegründeten World Poker Tour (WPT) saß Hellmuth Ende August 2002 in Bell Gardens am Finaltisch und wurde Achter. Auch rund zwei Monate später gelangte er beim WPT-Main-Event in San Francisco an den letzten Tisch und erhielt als Vierter 34.000 US-Dollar. Bei der WSOP 2003 erreichte der Amerikaner vier Finaltische. Davon entschied er je einen in Limit Hold’em und No Limit Hold’em für sich, erhielt seine Bracelets acht und neun sowie über die Turnierserie Auszahlungen von insgesamt rund 660.000 US-Dollar. Mitte September 2003 wurde er beim Main Event der United States Poker Championship im Trump Taj Mahal in Atlantic City, New Jersey, Dritter und sicherte sich mehr als 115.000 US-Dollar. Zum Jahresabschluss belegte er beim Main Event der WPT in Mashantucket ebenfalls den dritten Platz und wurde mit über 280.000 US-Dollar ausbezahlt.
Insgesamt lagen Hellmuths Turniergewinne bis Jahresende 2003 bei über 6,5 Millionen US-Dollar.

#### 2004–2007: Als WSOP-Rekordsieger in die Hall of Fame

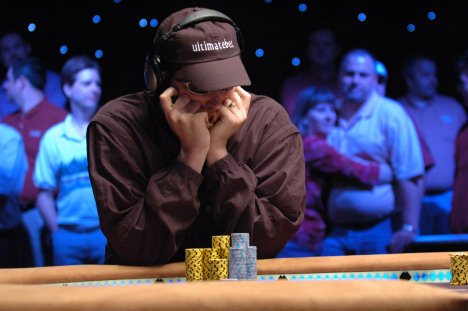
Hellmuth beim WSOP-Circuit im Caesars Palace (2006)

Bei der WSOP 2004 erzielte Hellmuth fünf Geldplatzierungen, wobei er in der Variante Limit Hold’em zwei Finaltische erreichte. Anfang März 2005 gewann er die erste Ausgabe der National Heads-Up Poker Championship im Golden Nugget Las Vegas. Bei diesem Einladungsturnier setzte sich der Amerikaner gegen Men Nguyen, Paul Phillips, Huck Seed, Lyle Berman und Antonio Esfandiari durch, ehe er im Finale Chris „Jesus“ Ferguson mit 2:1 Spielen besiegte. Dafür erhielt Hellmuth den Hauptpreis von 500.000 US-Dollar. Im Juni 2005 schloss er vier Turniere der zu diesem Jahr ins Rio All-Suite Hotel and Casino umgezogenen WSOP 2005 auf den bezahlten Plätzen ab. Das Tournament of Champions der Turnierserie beendete er im November desselben Jahres als Dritter und erhielt 250.000 US-Dollar. Bei der WSOP 2006 kam der Amerikaner achtmal in die Preisgeldränge. Nachdem er sich Anfang Juli 2006 noch bei einem Turnier in No Limit Hold’em Jeff Cabanillas geschlagen geben und mit rund 420.000 US-Dollar hatte begnügen müssen, gewann er knapp drei Wochen später ein Event in derselben Variante. Hellmuth sicherte sich für den Sieg rund 630.000 US-Dollar und sein zehntes Bracelet, wodurch er nach Johnny Chan und Doyle Brunson zum dritten Spieler mit einer zweistelligen Anzahl an Bracelets wurde. Zum Rekordsieger wurde Hellmuth im Jahr darauf bei der WSOP 2007: Erneut gewann der Amerikaner ein Event in No Limit Hold’em und wurde mit knapp 640.000 US-Dollar und Bracelet Nummer elf prämiert. Rund einen Monat später wurde er in die Poker Hall of Fame aufgenommen.
Bis zum Jahresende 2007 erspielte sich Hellmuth Turnierpreisgelder von über 9,5 Millionen US-Dollar.

#### 2008–2011: Hochdotierte Turnierpreisgelder

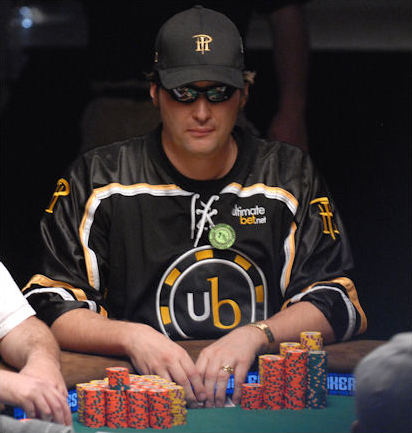
Hellmuth bei der WSOP 2008

Ins Kalenderjahr 2008 startete Hellmuth mit zwei Siegen beim Fernsehformat Poker After Dark, die jeweils mit 120.000 US-Dollar dotiert waren. Mit einem sechsten Platz beim WPT-Main-Event in Los Angeles und einer damit verbundenen Auszahlung von knapp 230.000 US-Dollar durchbrach er Ende Februar 2008 die Marke von 10 Millionen US-Dollar an kumulierten Turnierpreisgeldern. Bei der WSOP 2008 erzielte der Amerikaner fünf Geldplatzierungen. Nach einem Finaltisch in der gemischten Variante H.O.R.S.E. erreichte er im Main Event den sechsten Turniertag und schied dort auf dem mit mehr als 150.000 US-Dollar prämierten 45. Rang aus. Ende Juli 2008 entschied er eine weitere Ausgabe von Poker After Dark für sich und gewann 200.000 US-Dollar bei einer Heads-Up-Challenge gegen Chris Ferguson, Ted Forrest und Paul Wasicka. Die WSOP 2009 schloss Hellmuth siebenmal in den Preisgeldrängen ab. Im März und April 2010 saß er jeweils am Finaltisch des WPT-Main-Events und erhielt als Sechster in San José, Kalifornien, sowie Siebter im Hotel Bellagio am Las Vegas Strip Auszahlungen von insgesamt rund 270.000 US-Dollar. Bei der WSOP 2011 belegte der Amerikaner bei fünf Geldplatzierungen gleich drei zweite Plätze. Bei den Weltmeisterschaften in den Varianten No Limit 2-7 Draw und Seven Card Stud Hi-Lo musste er sich John Juanda bzw. Eric Rodawig geschlagen geben und erhielt rund 500.000 US-Dollar. Beim teuersten Event auf dem Turnierplan, der Poker Player’s Championship mit einem Buy-in von 50.000 US-Dollar, unterlag er Brian Rast und sicherte sich erstmals ein Preisgeld von über einer Million US-Dollar.
Das bis Ende 2011 von Hellmuth erspielte Turnierpreisgeld lag bei mehr als 13 Millionen US-Dollar.

#### 2012–2014: 13. Bracelet beim Main Event der WSOP Europe
Bei der WSOP 2012 gewann Hellmuth in Seven Card Razz sein zwölftes Bracelet und über 180.000 US-Dollar. Einem vierten Platz in H.O.R.S.E., der mit rund 135.000 US-Dollar dotiert war, ließ er zum Abschluss der Turnierserie einen Finaltisch beim erstmals ausgespielten Big One for One Drop folgen. Das Turnier war mit einem Buy-in von einer Million US-Dollar das bis dahin teuerste Pokerturnier der Welt und brachte Hellmuth als Viertplatziertem sein bis heute höchstes Preisgeld von mehr als 2,6 Millionen US-Dollar ein. Im September 2012 spielte er bei der World Series of Poker Europe in Cannes und setzte sich beim Main Event durch. Der Amerikaner wurde damit zum bis heute einzigen Spieler der WSOP-Geschichte, der sowohl das Main Event der Hauptturnierserie sowie einer Expansion für sich entscheiden konnte. Neben seinem 13. Bracelet wurde er mit dem Hauptpreis von über einer Million Euro prämiert. Ende Januar 2013 erreichte Hellmuth das Finale der National Heads-Up Poker Championship, in dem er mit 2:1 von Mike Matusow besiegt wurde und dafür 300.000 US-Dollar erhielt. Im Jahr 2013 kam er bei der WSOP zu drei Geldplatzierungen bei der Hauptturnierserie sowie je einer bei der WSOP Asia Pacific in Melbourne und der WSOP Europe in London. Seine beste Platzierung bei der WSOP 2014 war ein zweiter Platz in Seven Card Razz, der mit knapp 75.000 US-Dollar bezahlt wurde.
Seine bei Turnieren erspielten Preisgelder lagen Ende 2014 bei über 18 Millionen US-Dollar.

#### 2015–2019: Bracelets Nummer 14 und 15

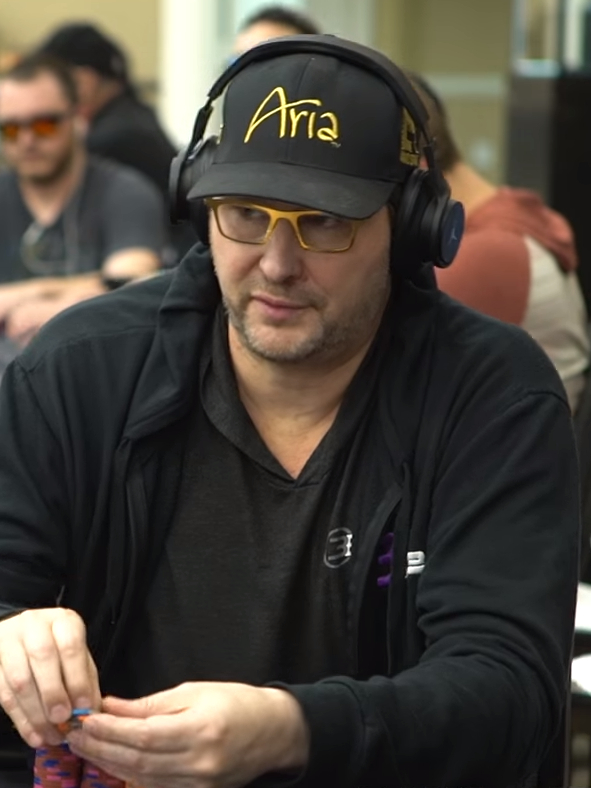
Hellmuth bei der WPT in Los Angeles (2018)

Anfang Juni 2015 gewann der Amerikaner bei der WSOP 2015 die Seven Card Razz Championship, was ihm über 270.000 US-Dollar und Bracelet Nummer 14 einbrachte. Das teuerste Event der Serie, das High Roller for One Drop mit einem Startgeld von 111.111 US-Dollar, beendete er als Sechster und sicherte sich knapp 700.000 US-Dollar. Anfang Juni 2016 saß Hellmuth am Finaltisch des Super High Roller Bowl im Aria Resort & Casino am Las Vegas Strip. Beim mit einem Buy-in von 300.000 US-Dollar zweitteuersten Pokerturnier des Jahres erhielt er für seinen vierten Platz 1,6 Millionen US-Dollar. Nach lediglich drei Geldplatzierungen bei der WSOP 2016 kam der Amerikaner bei der WSOP 2017 siebenmal auf die bezahlten Ränge. Dabei erhielt er sein höchstes Preisgeld von mehr als 300.000 US-Dollar für den zehnten Platz beim High Roller for One Drop. Ende August 2017 erreichte er beim WPT-Main-Event in Bell Gardens das Heads-Up gegen Artur Papazyan, dem er unterlag und als Zweiter rund 365.000 US-Dollar erhielt. Bei der WSOP 2018 setzte sich Hellmuth erneut bei einem Event in seiner Paradedisziplin No Limit Hold’em durch und wurde mit seinem 15. Bracelet sowie 485.000 US-Dollar prämiert. Im Rahmen der 50. Austragung der World Series of Poker wurde er im Juni 2019 als einer der 50 besten Spieler der Pokergeschichte genannt. Bei der Turnierserie erreichte er zwölfmal die Preisgeldränge. Bei der WSOP Europe im King’s Resort in Rozvadov wurde er im Oktober 2019 bei der Mixed Games Championship Zweiter und sicherte sich knapp 240.000 Euro.
Bis Jahresende 2019 erspielte sich Hellmuth bei Pokerturnieren Preisgelder von knapp 23,5 Millionen US-Dollar.

#### Seit 2020: High Stakes Duel und zwei weitere Bracelets
Im Frühjahr 2020 kam die Live-Pokerszene aufgrund der COVID-19-Pandemie weitestgehend zum Erliegen und statt der WSOP-Hauptturnierserie am Las Vegas Strip wurde erstmals die World Series of Poker Online ausgetragen, bei der der Amerikaner auf den Onlinepoker-Plattformen WSOP.com und GGPoker insgesamt 11 Geldplatzierungen erreichte. Beim High Stakes Duel spielte er ab Juli 2020 gegen einen Herausforderer Heads-Up-Duelle, die gegen Bezahlung live bei PokerGO gestreamt werden konnten. Sowohl in der ersten Staffel gegen Antonio Esfandiari als auch in der zweiten Staffel gegen Daniel Negreanu konnte Hellmuth alle drei Duelle für sich entscheiden und erhielt dafür jeweils 100.000, 200.000 und 400.000 US-Dollar, insgesamt also Preisgelder von 1,4 Millionen US-Dollar. In der ab Juli 2021 gespielten dritten Staffel gewann er gegen Nick Wright, Tom Dwan und Scott Seiver Duelle, die mit 1,3 Millionen US-Dollar dotiert waren, musste gegen Dwan und Jason Koon jedoch auch seine ersten Niederlagen in diesem Format hinnehmen.
Bei der ab Ende September 2021 gespielten WSOP 2021 stellte der Amerikaner mit sieben Finaltischen einen neuen WSOP-Rekord auf und wurde hinter Josh Arieh Zweiter beim Ranking des Player of the Year. Dabei gewann Hellmuth in der Variante No-Limit 2-7 Lowball Draw sein 16. Bracelet und belegte beim Pot-Limit Omaha High Roller den mit rund 735.000 US-Dollar dotierten zweiten Platz. Ende März 2022 belegte er beim neunten Turnier der US Poker Open im Aria Resort & Casino den zweiten Platz und erhielt 315.000 US-Dollar. Bei der WSOP 2022, die erstmals im Bally’s Las Vegas und Paris Las Vegas ausgespielt wurde, beendete er ein Event in No Limit Hold’em auf dem zweiten Rang und sicherte sich rund 370.000 US-Dollar. Ende März 2023 gewann der Amerikaner das fünfte Turnier der US Poker Open mit einer Siegprämie von 211.200 US-Dollar und damit erstmals ein Turnier im Aria Resort & Casino. Bei der WSOP 2023 setzte er sich beim Super Turbo Bounty durch und erhielt sein 17. Bracelet sowie über 800.000 US-Dollar.

#### Preisgeldübersicht
In der All Time Money List lag Hellmuth zeitweise auf dem zweiten Platz. In der Hendon Mob Poker Database, die weltweite Turnierergebnisse aller Pokerspieler erfasst, wurden nur die Profile von Daniel Negreanu, Phil Ivey, Fedor Holz und Justin Bonomo häufiger abgerufen.
| Jahr   | Preisgeld (in $) | Turniersiege |
| ------ | ---------------- | ------------ |
| 1987   | 1.980            | 0            |
| 1988   | 239.275          | 2            |
| 1989   | 1.062.840        | 4            |
| 1990   | 66.794           | 0            |
| 1991   | 132.150          | 1            |
| 1992   | 385.575          | 2            |
| 1993   | 594.900          | 4            |
| 1994   | 161.685          | 1            |
| 1995   | 461.660          | 4            |
| 1996   | 145.775          | 2            |
| 1997   | 234.100          | 1            |
| 1998   | 314.020          | 3            |
| 1999   | 61.179           | 0            |
| 2000   | 436.046          | 5            |
| 2001   | 814.735          | 3            |
| 2002   | 285.290          | 0            |
| 2003   | 1.160.832        | 3            |
| 2004   | 96.441           | 0            |
| 2005   | 845.810          | 1            |
| 2006   | 1.271.502        | 2            |
| 2007   | 932.324          | 5            |
| 2008   | 1.156.544        | 4            |
| 2009   | 177.243          | 0            |
| 2010   | 427.656          | 1            |
| 2011   | 1.652.521        | 0            |
| 2012   | 4.394.823        | 3            |
| 2013   | 485.138          | 1            |
| 2014   | 303.604          | 1            |
| 2015   | 1.028.128        | 1            |
| 2016   | 1.669.246        | 0            |
| 2017   | 1.133.311        | 3            |
| 2018   | 684.190          | 1            |
| 2019   | 600.015          | 1            |
| 2020   | 700.000          | 3            |
| 2021   | 2.068.860        | 5            |
| 2022   | 2.244.801        | 2            |
| 2023   | 1.462.760        | 2            |
| gesamt | 29.893.753       | 71           |

#### Braceletübersicht

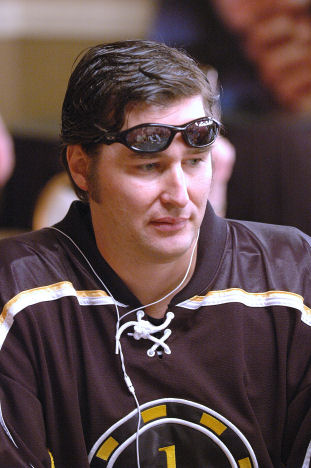
Phil Hellmuth bei der WSOP 2006

Hellmuth hält bei der WSOP den Rekord der meisten Finaltische und Turniersiege. Lange hatte er auch die meisten Geldplatzierungen aller Spieler, mittlerweile rangiert er hinter Daniel Negreanu und Roland Israelashvili auf dem dritten Platz. Insgesamt kam der Amerikaner 200-mal ins Geld und gewann 17 Bracelets:
| Jahr   | Buy-in   | Turnier                                          | Teilnehmer | Preisgeld   |
| ------ | -------- | ------------------------------------------------ | ---------- | ----------- |
| 1989 E | 10.000 $ | No Limit Hold’em Main Event – World Championship | 0178       | 0.755.000 $ |
| 1992 E | 05.000 $ | Limit Hold’em                                    | 0088       | 0.188.000 $ |
| 1993 E | 02.500 $ | No Limit Hold’em                                 | 0173       | 0.173.000 $ |
| 1993 E | 01.500 $ | No Limit Hold’em                                 | 0284       | 0.161.400 $ |
| 1993 E | 05.000 $ | Limit Hold’em                                    | 0063       | 0.138.000 $ |
| 1997 E | 03.000 $ | Pot Limit Hold’em                                | 0170       | 0.204.000 $ |
| 2001 E | 02.000 $ | No Limit Hold’em                                 | 0441       | 0.316.550 $ |
| 2003 E | 02.500 $ | Limit Hold’em                                    | 0194       | 0.171.400 $ |
| 2003 E | 03.000 $ | No Limit Hold’em                                 | 0398       | 0.410.860 $ |
| 2006 E | 01.000 $ | No-Limit Hold’em (Rebuy)                         | 0754       | 0.631.863 $ |
| 2007 E | 01.500 $ | No-Limit Hold’em                                 | 2628       | 0.637.254 $ |
| 2012 E | 02.500 $ | Razz                                             | 0309       | 0.182.793 $ |
| 2012 E | 10.450 € | No-Limit Hold’em Main Event                      | 0420       | 1.022.376 € |
| 2015 E | 10.000 $ | Razz Championship                                | 0103       | 0.271.105 $ |
| 2018 E | 05.000 $ | No-Limit Hold’em (30 minute levels)              | 0452       | 0.485.082 $ |
| 2021 E | 01.500 $ | No-Limit 2-7 Lowball Draw                        | 0272       | 0.084.951 $ |
| 2023 E | 10.000 $ | Super Turbo Bounty No-Limit Hold’em              | 0642       | 0.803.818 $ |

### High Stakes Poker
Hellmuth nahm an der ersten, vierten und sechsten Staffel der Serie High Stakes Poker auf Game Show Network teil, bei der er insgesamt mit Gewinn abschloss.

### Persönlichkeit und Streitigkeiten
Hellmuth ist eine der auffälligsten Personen im Poker. Viele Fans und Beobachter haben eine klare Meinung über ihn, sowohl positiv als auch negativ. Während ihm seine 17 Bracelets viel Anerkennung bringen, kommt sein schlechter Ruf vor allem durch seine Reaktionen auf Niederlagen zustande.
Hellmuth machte bei Pokerturnieren oft prahlerische Bemerkungen, häufig nachdem er mit einer Hand verloren hatte, bei der er statistisch als Favorit galt. Dies wird in der Pokersprache als Bad Beat bezeichnet. Einige Beispiele hierfür sind: “If luck weren’t involved I guess I’d win every one” (deutsch: „Wenn Glück keine Rolle spielen würde, würde ich wohl immer gewinnen“) und “I’ve revolutionized the way to play Texas hold 'em” (deutsch: „Ich habe die Art, Texas Hold’em zu spielen, revolutioniert“). Während des Main Events der WSOP 2005 entschied er sich in einer Runde seine Hand A♣ K♠ auf das Board 44AQ zu passen. Daraufhin zeigte ihm sein Gegner, dass er zwei Asse hatte, also ein Full House. Somit entging Hellmuth einem hohen Verlust und sagte, er könne Pistolenkugeln ausweichen (original “I can dodge bullets baby”, the bullets ist gleichzeitig der englische Ausdruck für zwei Asse auf der Hand). Im gleichen Turnier bezichtigte er einen Amateurspieler, das Wort „Poker“ nicht buchstabieren zu können, nachdem er von diesem mit viel Glück besiegt worden war. Nachdem Hellmuth im Finale der National Heads-Up Poker Championship das zweite Spiel gegen Ferguson verloren hatte, schüttelte er seinen Kopf und verließ den Saal. Der Kamera sagte er: “He had four outs, how lucky can you get?” (deutsch: „Er hatte nur vier Outs, wieviel Glück kann man haben?“). Als Hellmuth beim WSOP-Main-Event 2008 eine Hand gegen Cristian Dragomir verlor, beschimpfte er diesen anhaltend als Idioten: “Buddy, you are an idiot, that’s what you are.” Manchmal wird Hellmuth Hell Mouth (deutsch Höllenmund) genannt, ein Wortspiel mit seinem Nachnamen. Während der WSOP 2002 bot Hellmuth an, seinen Kopf zu rasieren, falls der Amateur Robert Varkonyi, der zu diesem Zeitpunkt nur noch wenige Chips hatte, das Main Event gewänne. Als Varkonyi gewann, beendete ESPN seine Sendung damit, zu zeigen, wie Hellmuths Locken abrasiert wurden.
Während viele Spieler Hellmuths Verhalten nicht mögen, wird dieses von Fernsehproduzenten durchaus geschätzt, sodass es nur selten vorkommt, dass Hellmuth (speziell bei der WSOP) seinen Gedanken freien Lauf lässt und keine Kamera anwesend ist. Hellmuth vermarktet seine Fähigkeiten und seine Bekanntheit auch abseits des Pokertisches. Er ist der Autor zahlreicher Artikel des Card Player Magazine und von Pokerbüchern. Zudem hat er viele Poker-Anleitungsvideos gemacht, so u. a. Phil Hellmuth’s Million Dollar Poker Secrets. Er arbeitete mit Oakley Inc. zusammen, um eine Kollektion von signierten Sonnenbrillen im Pokerstil zu entwickeln. Es gibt eine Bekleidungsserie, die seinen Spitznamen Poker Brat trägt. In einem Online-Interview mit ESPN schätzte er, dass er außerhalb des Pokers bis zu 400 Millionen US-Dollar einnehmen könnte. Hellmuth schrieb ein Buch namens Poker Brat, das sowohl autobiografisches Material als auch Pokerratschläge enthält. Während viele Profispieler, Amateure und Fans Hellmuths Verhalten als geschmacklos und manchmal grob empfinden, respektieren sie sein Pokertalent und seine Persönlichkeit abseits des Pokertisches. Es ist umstritten, ob Hellmuth absichtlich schlechte Etikette zeigt, da ein großer Teil seines Images darauf basiert, dass er sich als Poker Brat verkauft. Hellmuth engagiert sich als professioneller Pokerspieler auch für soziale Belange. Er nahm an vielen entsprechenden Veranstaltungen teil. Ferner kommentiert er immer wieder in Fernsehübertragungen und -sendungen Pokerpartien. Hellmuth beteiligte sich zudem an verschiedenen, auf Poker bezogenen Podcasts, inklusive Phil Gordons Podcast zur WSOP 2005.

## Filmografie
- 2007: Glück im Spiel
- 2007: The Grand
- 2008: Shark Out of Water (Kurzfilm)
- 2012: Touch (Fernsehserie, eine Episode)
- 2017: Billions (Fernsehserie, eine Episode)

## Werke
- Buch Play Poker Like the Pros: The greatest poker player in the world today reveals his million-dollar-winning strategies to the most popular tournament, home and online games – William Morrow Paperbacks, 2003, ISBN 978-0-06-000572-6.
- Buch Bad Beats and Lucky Draws: Poker Strategies, Winning Hands, and Stories from the Professional Poker Tour – William Morrow Paperbacks, 2004, ISBN 978-0-06-074083-2.
- Buch Phil Hellmuth’s Texas Hold ’Em – William Morrow Paperbacks, 2005, ISBN 978-0-06-083460-9.
- Buch Poker Brat: Phil Hellmuth’s Autobiography – D&B Publishing, 2017, ISBN 978-1-909457-74-4.